# エンゲルベルト・ケンペル

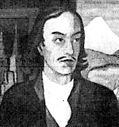
ケンペルの想像図

エンゲルベルト・ケンペル（エンゲルベアト・ケンプファー、Engelbert Kämpfer、1651年9月16日 - 1716年11月2日）は、ドイツ北部レムゴー出身の医師、博物学者。ヨーロッパにおいて日本を初めて体系的に記述した『日本誌』の原著者として知られる。出島の三学者の一人。

## 経歴

### 旅立ち
リッペ＝デトモルト侯国のレムゴーに牧師の息子として生まれる。ドイツ三十年戦争で荒廃した時代に育ち、さらに例外的に魔女狩りが遅くまで残った地方に生まれ、叔父が魔女裁判により死刑とされた経験をしている。この2つの経験が、後に平和や安定的秩序を求めるケンペルの精神に繋がったと考えられる。故郷やハーメルンのラテン語学校で学んだ後、さらにリューネブルク、リューベック、ダンツィヒで哲学、歴史、さまざまな古代や当代の言語を学ぶ。ダンツィヒで政治思想に関する最初の論文を執筆した。さらにトルン、クラクフ、ケーニヒスベルクで勉強を続けた。
1681年にはスウェーデンのウプサラのアカデミーに移る。そこでドイツ人博物学者ザムエル・フォン・プーフェンドルフの知己となり、彼の推薦でスウェーデン国王カール11世がロシア・ツァーリ国（モスクワ大公国）とペルシアのサファヴィー朝に派遣する使節団に医師兼秘書として随行することになった。ケンペルの地球を半周する大旅行はここに始まる。
1683年10月2日、使節団はストックホルムを出発し、モスクワを経由して同年11月7日に中央アジアのアストラハンに到着。カスピ海を船で渡ってシルワン（現在のアゼルバイジャン）に到着し、そこで一月を過ごす。ケンペルは、この経験によりバクーとその近辺の油田について記録した最初のヨーロッパ人になった。さらに南下を続けてペルシアに入り、翌年3月24日に首都イスファハンに到着した。ケンペルは使節団と共にイランで20か月を過ごし、さらに見聞を広めてペルシアやオスマン帝国の風俗、行政組織についての記録を残す。ヨーロッパ人の一人として最初にペルセポリスの遺跡について記録した。

### 日本

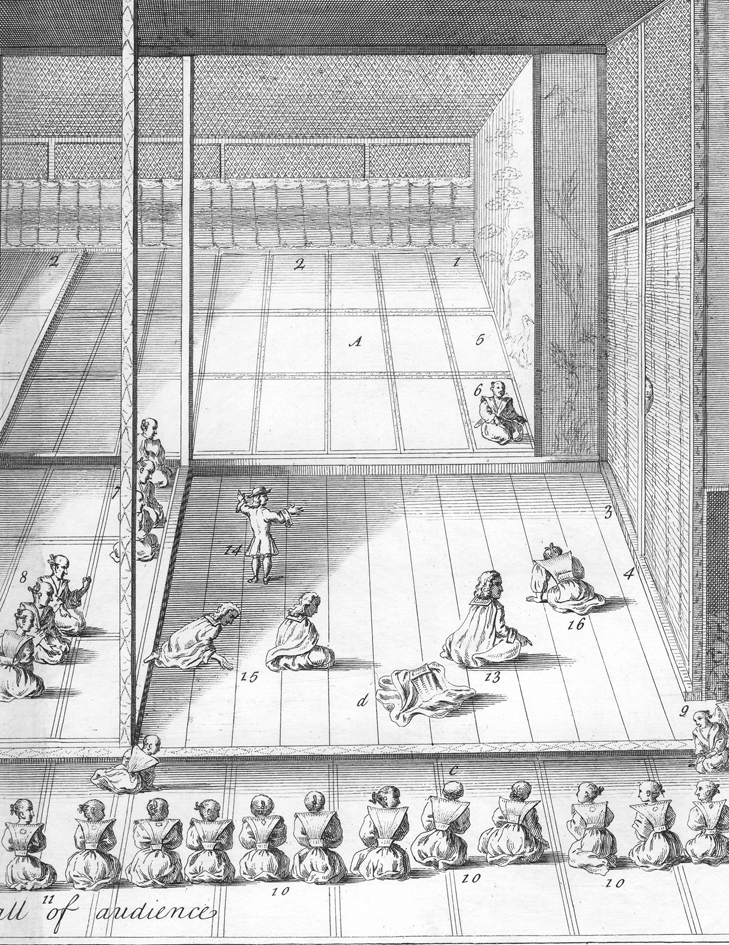
江戸城で西洋のダンスを披露するケンペル。『日本誌』より

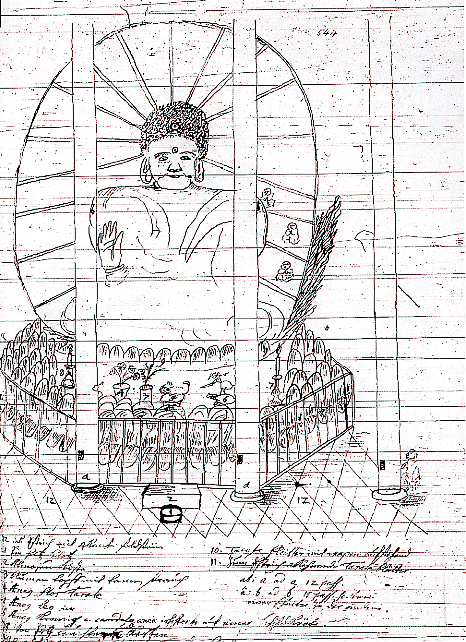
ケンペルの描いた今日現存しない方広寺大仏（京の大仏）のスケッチ（大英博物館所蔵）。ケンペルは、大仏について「これまで見たことのない程の大きさで、全身金色である」と記している（当時、方広寺大仏は日本一の規模を誇っていたが、寛政10年（1798年）に落雷による火災で焼失した）

その頃、ちょうどバンダール・アッバースにオランダの艦隊が入港していた。ケンペルは、その機会を捉え、使節団と別れて船医としてインドに渡る決意をする。こうして1年ほどオランダ東インド会社の船医として勤務した。その後、東インド会社の基地があるオランダ領東インドのバタヴィアへ渡り、そこで医院を開業しようとしたがうまくいかず、行き詰まりを感じていた時に巡ってきたのが、当時鎖国により情報が乏しかった日本への便船だった。こうしてケンペルはシャム（タイ）を経由して日本に渡る。1690年（元禄3年）、オランダ商館付の医師として、約2年間出島に滞在した。1691年（元禄4年）と1692年（元禄5年）に連続して、江戸参府に同行し将軍・徳川綱吉にも謁見した。滞日中、オランダ語通訳・今村源右衛門の協力を得て精力的に資料を収集した。

### 帰国後
1692年、離日してバタヴィアに戻り、1695年に12年ぶりにヨーロッパに帰還した。オランダのライデン大学で学んで優秀な成績を収め医学博士号を取得。故郷の近くにあるリーメに居を構え医師として開業した。ここで大旅行で集めた膨大な収集品の研究に取り掛かったが、近くのデトモルトに居館を持つ伯爵の侍医としての仕事などが忙しくなかなかはかどらなかった。1700年には30歳も年下の女性と結婚したが仲がうまくいかず、彼の悩みを増やした。
1712年、ようやく『廻国奇観』（Amoenitates Exoticae）と題する本の出版にこぎつけた。この著作の前文で、ケンペルは「想像で書いた事は一つもない。ただ新事実や今まで不明だった事のみを書いた」と宣言している。大部分はペルシアでの見聞を記述し、日本滞在は一部のみであった。『廻国奇観』の執筆と同時期に『日本誌』の草稿である「今日の日本」（Heutiges Japan）の執筆にも取り組んでいたが、1716年11月2日、ケンペルはその出版を見ることなく死去した。故郷レムゴーには彼を顕彰してその名を冠したギムナジウムがある。

## 『日本誌』

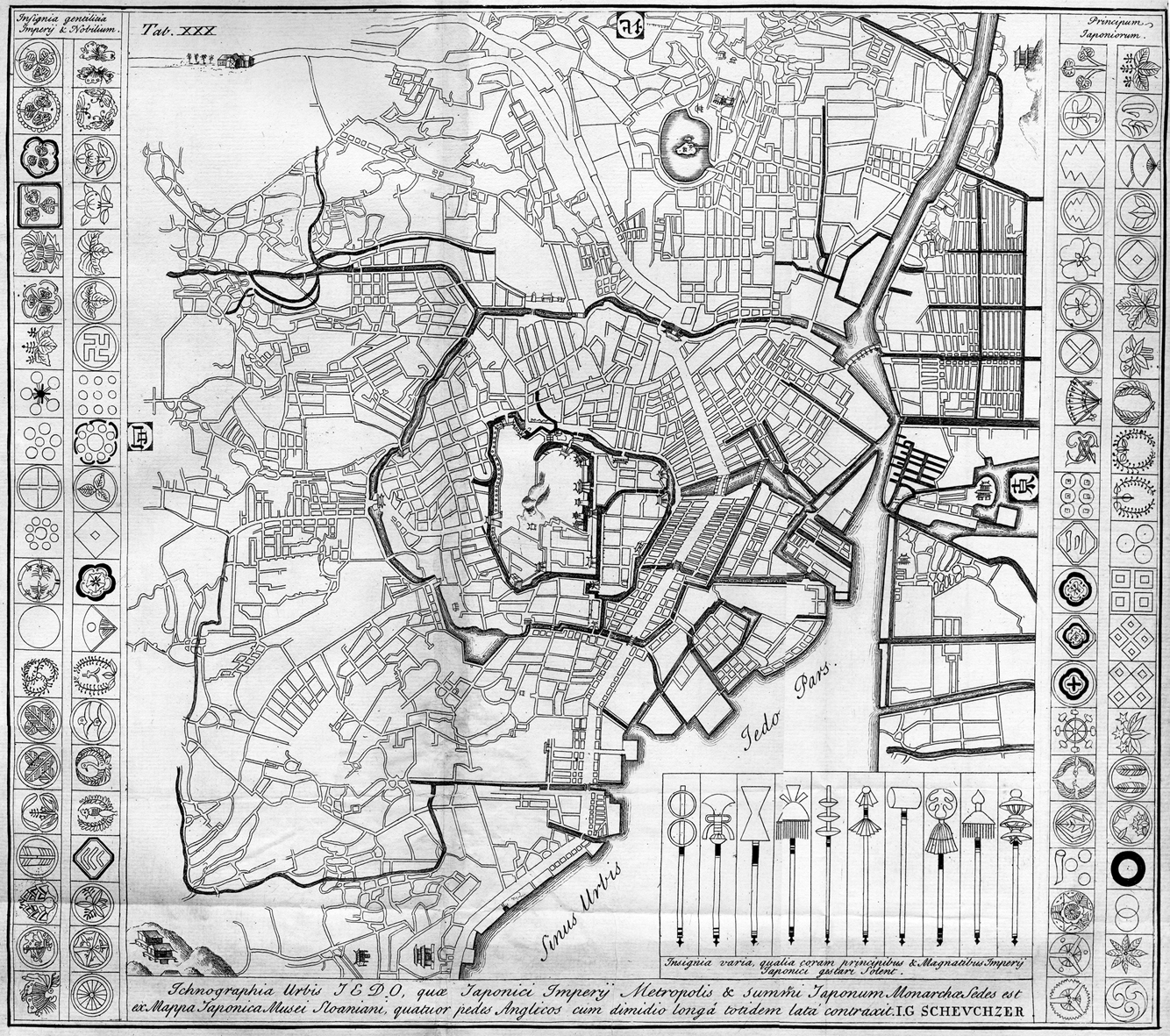
『日本誌』に掲載された江戸の地図。ヨハン・カスパル・ ショイヒツエル作成。

ケンペルの遺品の多くは遺族により、3代のイギリス国王（アンからジョージ2世）に仕えた侍医で熱心な収集家だったハンス・スローンに売られた。1727年、遺稿を英語に訳させたスローンによりロンドンで出版された『日本誌』（The History of Japan）は、フランス語、オランダ語にも訳された。ドイツでは啓蒙思想家ドームが甥ヨハン・ヘルマンによって書かれた草稿を見つけ、1777‐79年にドイツ語版（Geschichte und Beschreibung von Japan）を出版した。『日本誌』は、特にフランス語版（Histoire naturelle, civile, et ecclestiastique de I'empire du Japon）が出版されたことと、ディドロの『百科全書』の日本関連項目の記述が、ほぼ全て『日本誌』を典拠としたことが原動力となって、知識人の間で一世を風靡し、ゲーテ、カント、ヴォルテール、モンテスキューらも愛読し、19世紀のジャポニスムに繋がってゆく。学問的にも、既に絶滅したと考えられていたイチョウが日本に生えていることは「生きている化石」の発見と受け取られ、ケンペルに遅れること約140年後に日本に渡ったフィリップ・フランツ・フォン・シーボルトにも大きな影響を与えた。シーボルトはその著書で、この同国の先人を顕彰している。
ケンペルは著書の中で、日本には、聖職的皇帝（＝天皇）と世俗的皇帝（＝将軍）の「二人の支配者」がいると紹介した。その『日本誌』の中に付録として収録された日本の対外関係に関する論文は、徳川綱吉治政時の日本の対外政策を肯定したもので、『日本誌』出版後、ヨーロッパのみならず、日本にも影響を与えることとなった。また、『日本誌』のオランダ語第二版（De Beschryving Van Japan　1733年）を底本として、志筑忠雄は享和元年（1801年）にこの付録論文を訳出し、題名があまりに長いことから文中に適当な言葉を探し、「鎖国論」と名付けた。日本語における「鎖国」という言葉は、ここに誕生した。
また、1727年の英訳に所収された「シャム王国誌」（A Description of The Kingdom of Siam）は、同時代のタイに関する記録としては珍しく「非カトリック・非フランス的」な視点から描かれており、タイの歴史に関する貴重な情報源となっている。
スローンが購入したケンペルの収集品は大部分が大英博物館に所蔵されている。一方ドイツに残っていた膨大な蔵書類は差し押さえにあい、散逸してしまった。ただし彼のメモや書類はデトモルトに現存する。その原稿の校訂は最近も行われており、『日本誌』は彼の遺稿と英語の初版とではかなりの違いがあることが分かっている。ヴォルフガング・ミヒェル (Wolfgang MICHEL)が中心となって、2001年に原典批判版「今日の日本」（Heutiges Japan）が初めて発表された。この原典批判版を皮切りとしたケンペル全集は全6巻（7冊）刊行された。
今井正による日本語訳はドーム版を底本としており、ケンペルの草稿とは所々でかなり異なっている。よって現在のケンペル研究は、原典批判版をはじめとするケンペル全集や、大英図書館に所蔵された各種ケンペル史料に基づくのが、世界的なスタンダードとなっている。

## 著書・日本語文献
- Engelbert Kaempfer, Werke. Kritische Ausgabe in Einzelbänden. Herausgegeben von Detlef Haberland, 
 Wolfgang Michel, Elisabeth Gössmann.  München: Iudicium, 2001-2003. (ケンペル資料の原典批判版、計7冊）
  - (Vol. 1/1, 1/2) Heutiges Japan. Hrsg. von Wolfgang Michel und Barend J. Terwiel. (2001) ISBN 3-89129-931-1 (『日本誌』の原稿、解説など)
  - (Vol. 2) Briefe 1683–1715. Hrsg. von Detlef Haberland. (2001) ISBN 3-89129-932-X (書簡)
  - (Vol. 3) Zeichnungen japanischer Pflanzen. Hrsg. von Brigitte Hoppe, bearbeitet von Petra-Andrea Hinz, Ursula Holler, Brigitte Hoppe, Wolfgang Michel. (2003) ISBN 3-89129-933-8 (日本の植物図鑑)
  - (Vol. 4) Engelbert Kaempfer in Siam. Hrsg. von Barend Jan Terwiel. (2003) ISBN 3-89129-934-6 （シャム）
  - (Vol. 5) Notitiae Malabaricae. Hrsg. von Albertine Gaur. (2003)  ISBN 3-89129-935-4 （インド）
  - (Vol. 6) Russlandtagebuch 1683. Hrsg. von Michael Schippan. (2003) ISBN 3-89129-936-2 （ロシア日記）
- Engelbert Kaempfer: Der 5. Faszikel der "Amoenitates Exoticae" - die japanische Pflanzenkunde. Herausgegeben und kommentiert von Brigitte Hoppe und Wolfgang Michel-Zaitsu. Hildesheim/Zuerich/New York: Olms-Weidmann, 2019. ISBN 978-3-615-00436-6
- 『ケンペル 江戸参府旅行日記』 斎藤信訳、平凡社〈東洋文庫〉、1977年、オンデマンド版2006年、電子書籍版2024年
- 小堀桂一郎『鎖国の思想　ケンペルの世界史的使命』 中公新書、1974年、再版1993年
- ベアトリス・M・ボダルト＝ベイリー 『ケンペルと徳川綱吉 ドイツ人医師と将軍との交流』 中直一訳、中公新書、1994年
- ベアトリス・M・ボダルト＝ベイリー 『ケンペル　礼節の国に来たりて』 中直一訳、ミネルヴァ書房〈日本評伝選〉、2009年
- ベアトリス・M・ボダルト＝ベイリー、デレク・マサレラ共編 『遥かなる目的地　ケンペルと徳川日本の出会い』 中直一、小林早百合訳、大阪大学出版会、1999年
- ヨーゼフ・クライナー編『ケンペルのみた日本』 日本放送出版協会<NHKブックス> 、1996年
旧版は『ケンペルのみたトクガワ・ジャパン』クライナー編（六興出版、1992年）
- 大島明秀 『「鎖国」という言説―ケンペル著・志筑忠雄訳『鎖国論』の受容史―』（「人と文化の探究5」ミネルヴァ書房、2009年）
- 大島明秀「ケンペル─体系的な日本像をまとめた旅行研究家」 - 『九州の蘭学─越境と交流』、41-49頁
ヴォルフガング・ミヒェル・鳥井裕美子・川嶌眞人 共編、思文閣出版、2009年。（ISBN 978-4-7842-1410-5）